# Мотив злочину
Моти́в злочину — це внутрішнє спонукання, рушійна сила кримінально караного вчинку людини, що визначає його зміст і допомагає більш глибоко розкрити психічне ставлення особи до вчиненого. Мотив дозволяє визначити, чому особа вчиняє злочин.
Мотиви можуть мати різний характер: низькі (наприклад, кори́сть, помста, хуліганський); такі, що не мають низького характеру (наприклад, жалість, співчуття, прагнення допомогти іншій людині тощо).